# シェアウェア
シェアウェア（shareware）とは、ソフトウェアのライセンス形態の一種。また、そのようなライセンス形態を採用するソフトウェア。ソフトウェアの一時的な試用は無料であるが、継続的な使用に対しては対価を要求する。

## 概要
シェアウェアの呼び名は「使用者と開発費を分担する」という意味から。「使用者間でソフトウェアを共有する」あるいは「使用者と共に開発する」という意味はない。よって、費用負担・分担を促す為に機能制限を行う事が多い。
シェアウェアは個人開発の趣味や副業の為の簡易的なライセンス形態と思われがちだが、企業によって採用される例も多く、近年では産業化の進展によって、企業開発の方が多くなっている。
シェアウェアが始まったのは1980年代前半のアメリカ合衆国である。世界初のシェアウェア作者は、アンドリュー・フリューゲルマン (Andrew Fluegelman) やジム・クノップ (Jim Knopf) とされる。フリーウェアと明確に区別されるようになったのは、1984年の「Softalk-PC」誌の読者投票からである。アメリカではシェアウェア・プロフェッショナル協会が作られ、シェアウェアの流通やルール整備による産業の保護が行われた。日本では1990年代後半に大きな盛り上がりを見せた。

## 歴史

### アメリカ合衆国
シェアウェアが始まったのは1980年代前半である。世界初のシェアウェア作者は、アンドリュー・フリューゲルマンやジム・クノップとされる。フリューゲルマンは「フリーウェア」という言葉を造語した人物として知られている。しかし、実際にはフリーウェアではなく、現在でいう所のシェアウェアとしてソフトウェアを配布した。
1981年、フリューゲルマンは通信ソフト「PC-Talk」を開発。ソフトウェアを気に入り継続使用する場合は 25 $ 寄付するよう求めた。ほぼ同時期にクノップもデータベースソフトウェア「Easy-File」を開発。開発費の分担の為、メーリングリストへの参加と引き換えに 10 $ の寄付を願った。1982年、フリューゲルマンとクノップは連絡を取り合い、意気投合した。寄付の値段を 25 $ とすること。ドキュメントに互いのプログラムを紹介すること。「Easy-File」を「PC-File」に改称することを取り決め、この形態を普及させようとした。フリューゲルマンは「フリーウェア」 (Freeware) と言う商標登録も行った。
そのためか、当時はシェアウェアとフリーウェアとを区別することは無く、一括してフリーウェアと呼ばれる事が多かった。
シェアウェアという言葉を初めて使ったのは、ジェイ・ルーカス (Jay Lucas) である。1983年、InfoWorld誌のライターだったルーカスは、担当するコラムでシェアウェアを「無料かわずかの金額で提供されるソフトウェア」と説明した。
同年、ボブ・ウォレス (Bob Wallace) は InfoWorld 誌を参考に、世界で初めてシェアウェアと銘打ってソフトウェアを配布した。ワードプロセッサ「PC-Write」は寄付金の一部を紹介料としてユーザーに還元する独特のライセンス形態をとっており、売り上げを共有するという意味が込められていた。
シェアウェアという概念が明確化し、フリーウェアと区別されるようになったのは、1984年の「Softalk-PC」誌の読者投票からである。
1984年、ネルソン・フォード (Nelson Ford) は Softalk-PC 誌で「利用者が気に入った場合のみに料金を支払うソフトウェア」を紹介しようとしていた。しかし、名称に困った。フリーウェアの商標はフリューゲルマンが保有していた。また、フリーウェアは適切な名称とはいえなかった。「無料」を連想し、無料のサポートや著作権の放棄と誤解された。
フォードは Softalk-PC 誌上でコンテストを開催し、名称を広く募った。優勝したのは「シェアウェア」だった。「使用者が開発費を負担するソフトウェア」という意味が込められていた。フォードは PsL (Public Software Library) 社を設立。シェアウェアをフロッピーディスクに入れて通信販売を行う、シェアウェア・ディスクベンダとして成功を収めた。またシェアウェア・プロフェッショナル協会 (Association of Shareware Professionals) の設立に関わった。品質についてのルール整備などを行い、シェアウェア産業の保護に努めた。それと共にシェアウェアという名称も一般に広まった。
1990年代前半になると、Microsoft Office のようなメーカー製の低価格ビジネスソフトが発売され、ワードプロセッサのようなシェアウェアの人気は落ち込んだ。一方、WinZip のようなユーティリティソフトや Apogee Software 社の DOOM のようなゲームソフトは人気を博した。DOOM は一部シナリオを無料試用させるシェアウェア方式を採用した。

### 日本
日本では1980年代中盤からパソコン通信によって広まった。アメリカと異なり、シェアウェアの産業化は遅れた。シェアウェアはフリーソフト（和製英語）と区別されず、使ってみて気に入ったら送金する。料金を払える人が払うという感覚が続いた。その後、インターネットが普及すると、ダウンロード販売を手軽に行えるようになった。人気ソフトウェアは本格的な商売を目指すようになった。
1990年代後半、秀丸エディタや AL-Mail 、Becky! Internet Mail などが定番として使用された。また窓の杜やベクターが開設され、ブロードバンド環境の無いユーザー向けに『PACK for WIN』のような書籍も販売された。nifty には「シェアウェア作家協会」のような使用者組織が開設され盛り上がった。
その後、シェアウェアが補完していた機能を大企業やオープンソース・コミュニティが無償・安価に提供し始めた。Netscape Navigator のようなウェブブラウザはオペレーティングシステムに取り込まれた。Netscape Navigator はオープンソースによって Mozilla Firefox に生まれ変わり、無料で提供された。Google が Gmail を広告モデルで提供した。ソースネクストが低価格ソフトを販売するようになった。ブロードバンド環境が普及し、大型ソフトウェアのダウンロードが容易になった。2000年代前半、個人開発のシェアウェア市場は飽和した。
2006年、ベクターは個人開発のシェアウェアの販売が減少したと発表した。シェアウェア開発は個人の趣味や副業から法人へと移っていった。

## 機能制限
シェアウェアには、機能制限が施されない物があり、対価の支払いが任意の物もある。これらはドネーションウェアと呼ばれる場合もある。
一方、対価が支払われるまで機能制限が施されるものがある。機能制限の程度は様々で、通常使用には遜色のない程度の制限もあれば、利便性が皆無の体験版もある。制限解除によって、全く異なるバージョンの製品として動作するものはキーウェアと呼ばれる。試用の期間制限を設けている場合もある。
よくある機能制限には、次のようなものがある。
- 保存や印刷などのデータ出力が出来ない。
- 表示や印刷などの生成物に透かし文字などを強制的に上書き。
- 一定の使用期間または起動回数を超えると使用不能。
- 一部の利便性の高い機能が使用不能。
- 未払いである旨のメッセージを表示し、待ち時間を要求。

制限の解除方法にはパスワードが多く用いられ、解除方法の通知には電子メールが多く用いられる。制限の解除方法が使用者に見破られたり、パスワードが流通してしまう場合があり、こうした不正な制限解除のことをクラッキング (cracking, kracking) と呼び、不正な制限解除が施されたソフトウェアのことを Warez（ウェアーズ、割れ）と呼ぶ。

## 配布
配布には主にインターネットやパソコン通信などのネットワークが用いられる。二次配布が許諾されている場合には、雑誌付録やオンラインソフトウェア集などの媒体への収録や、個人間の複製配布が行われる。

## 決済
趣味として作られたシェアウェアの場合、対価が任意であったり、金銭の代わりに絵葉書を求めるポストカードウェアや電子メールを求めるメールウェアがある。また金銭を求める場合でも、図書券やビール券などの金券での支払いを受け付けているものもある。
副業や企業のシェアウェアの場合は、現金やクレジットカード、振込などでの支払いを求められる。ただし、商用利用や教育目的などの条件によって変わるものもある。
仲介業者も存在する。ベクターや iREGi 、Kagi などである。仲介業者の利点は決済方法の充実や決済の手間の軽減、クレジットカードなどの信用情報を直接相手方に通知しないことによる信頼性の向上などである。

## アフターサポート
ユーザサポート、バグ修正、互換性の維持などのアフターサポートをどの程度行うかは、製品に添付されるライセンスによって、作者が自由に設定することが出来る。有料にもかかわらず、全くアフターサポートを行わないという事も出来る。
これらの負担の重さや、対価・感想の不足、競合ソフトウェアの台頭、不正コピーの流通、個人的な多忙などから、サービスの維持をあきらめて公開停止に至ったり、改めてフリーウェアとして公開されるものも存在する。